# همه‌پرسی ترانس‌نیستریا ۱۹۸۹-۱۹۹۰
همه‌پرسی در مورد تشکیل جمهوری سوسیالیستی شوروی پریدنستروی مولداوی بین سال‌های ۱۹۸۹ و ۱۹۹۰ میلادی در منطقه خودمختار ترانس نیستریا برگزار شد. اولین رای گیری در شهر ریبنیشا در ۳ دسامبر ۱۹۸۹ انجام شد. در تیراسپل رای گیری در ۲۸ ژانویه برگزار شد. پس از کنگره ژوئن شورای محلی، رای گیری در مناطق بندر ، دوباساری ، اسلوبوزا ، کامنکا و گریگوریوپل برگزار شد. در مجموع ۹۸ درصد از شرکت کنندگان به این همه‌پرسی رای مثبت دادند. پس از این همه‌پرسی، جمهوری سوسیالیستی شوروی پریدنستروی مولداوی در دومین نشست شوروی در ۲ سپتامبر ۱۹۹۰ اعلام و به رسمیت شناخته و از جمهوری شوروی سوسیالیستی مولداوی جدا شد.

## نتایج
| انتخاب                 | انتخاب                 | آراء    | ٪      |
| ---------------------- | ---------------------- | ------- | ------ |
| موافق                  | موافق                  | ۳۵۵٬۳۴۵ | ۹۷٫۵۳  |
| مخالف                  | مخالف                  | ۸٬۹۹۸   | ۲٫۴۷   |
| کل                     | کل                     | ۳۶۴٬۳۴۳ | ۱۰۰٫۰۰ |
|                        |                        |         |        |
| آراء معتبر             | آراء معتبر             | ۳۶۴٬۳۴۳ | ۹۸٫۲۰  |
| آراء نامعتبر/سفید      | آراء نامعتبر/سفید      | ۶٬۶۷۴   | ۱٫۸۰   |
| کل آراء                | کل آراء                | ۳۷۱٬۰۱۷ | ۱۰۰٫۰۰ |
| رأی‌دهندگان ثبت‌نام کرده | رأی‌دهندگان ثبت‌نام کرده | ۴۷۱٬۸۰۷ | ۷۸٫۶۴  |
| منبع: Novosti PMR      |                        |         |        |